# EuroBerlin France
EuroBerlin France, ab 1990 EuroBerlin, war eine hauptsächlich im Verkehr von und nach (West-)Berlin tätige französisch-deutsche Fluggesellschaft mit Sitz in Paris und Basis auf dem Flughafen Berlin-Tegel. Sie war ein Joint Venture zwischen Lufthansa und Air France.

## Geschichte
EuroBerlin France wurde 1988 auf Initiative der damals noch staatlichen Deutschen Lufthansa AG zusammen mit der ebenfalls staatlichen Air France im Rahmen der regierungspolitischen deutsch-französischen Zusammenarbeit als Joint-Venture gegründet. Da nur Fluggesellschaften der Siegermächte des Zweiten Weltkrieges West-Berlin anfliegen durften (vergleiche die Geschichte von Air Berlin), hielt Air France 51 % der Anteile, während der Lufthansa-Konzern eine Kapitalbeteiligung von 49 % hatte. Den Flugbetrieb nahm die Gesellschaft am 7. November 1988 mit Beginn des Winterflugplans auf.
Auf diese Weise verschaffte sich der Lufthansa-Konzern durch die Slots vorausschauend einen marktstrategisch wertvollen indirekten Zugang nach West-Berlin. Mit der Wiedervereinigung Deutschlands im Jahr 1990 war dieses marktstrategische Ziel erreicht, so dass EuroBerlin France im selben Jahr in EuroBerlin umbenannt wurde. Bis zu ihrer Auflösung im Dezember 1994 flog sie als Zubringer im Auftrag der Lufthansa, welche die EuroBerlin-Slots am Flughafen Berlin-Tegel ab diesem Zeitpunkt selbst genutzt hat.
Das Logo auf dem Seitenleitwerk der Flugzeuge von EuroBerlin France symbolisierte dieses Joint-Venture der beiden Flag-Carriers: Die Kreisfläche erinnerte an die stilisierte Sonne der Lufthansa, die „gestückelte“ Trikolore an Air France.
Als Fluggerät wurden ausschließlich sieben moderne, im Vereinigten Königreich registrierte Boeing 737-300 eingesetzt, deren Sitzplatzkapazitäten durchschnittlich zu 60 % gewinnbringend ausgelastet waren. Die Maschinen wurden von der britischen Charterfluggesellschaft Monarch Airlines im Wetlease betrieben. Die Cockpit-Crews wurde jeweils von Monarch gestellt, während die Kabinenbesatzungen eigenes Personal war.

## Flugziele
EuroBerlin France verband den Flughafen Berlin-Tegel mit den westdeutschen Zielen Düsseldorf, Frankfurt am Main, Hamburg, Köln/Bonn, München und Stuttgart. Neben den Linienflügen erfolgten auch saisonale Bedarfsflüge an das Mittelmeer sowie nach Großbritannien, Irland und Skandinavien.

## Flotte
Zur Auflösung der Gesellschaft im Jahr 1994 bestand die Flotte der EuroBerlin aus drei Flugzeugen:
- 3 Boeing 737-300 (geleast von Monarch Airlines)